# 弗雷德里克·帕修斯
弗雷德里克·帕修斯（瑞典語：Fredrik Pacius，發音ⓘ，出生时德语原名为；1809年3月19日—1891年1月8日）是德國男作曲家、指揮家。他一生大部分時間住於芬蘭，被譽為「芬蘭音樂之父」。
帕修斯於1809年在德國漢堡出生。他在1834年被委任為赫爾辛基大學音樂導師。他在赫尔辛基创建了一个音乐协会、一个大学生合唱团及一个管弦乐队。1848年帕修斯为约翰·卢德维格·鲁内贝里创作的诗歌《我们的国家》谱曲，而这后来成为芬兰国歌。帕修斯谱写的这个曲子也被用于爱沙尼亚国歌《我的土地，我的欢愉》以及利沃尼亚国歌《我的祖國》当中。
帕修斯在81岁时去世于赫尔辛基。